# Fin (Iran)
Fīn (farsi فین) è una città dello shahrestān di Bandar-e-Abbas, circoscrizione di Fin, nella provincia di Hormozgan. Aveva, nel 2006, una popolazione di 3.532 abitanti.